# Jim McDaniels
James Ronald „Jim” McDaniels (ur. 2 kwietnia 1948 w Scottsville, zm. 6 września 2017 w Bowling Green) – amerykański koszykarz, występujący na pozycjach silnego skrzydłowego lub środkowego.

## Kariera sportowa
W 1967 został wybrany najlepszym zawodnikiem szkół średnich stanu Kentucky (Kentucky Mr. Basketball).

## Osiągnięcia
Na podstawie, o ile nie zaznaczono inaczej.
NCAA
- Uczestnik rozgrywek:
  - NCAA Final Four (1971)*
  - turnieju NCAA (1970, 1971*)
- Mistrz turnieju konferencji Ohio Valley Conference (OVC – 1970, 1971)
- Zawodnik roku OVC (1970, 1971)[3]
- Zaliczony do:
  - I składu:
    - All-American (1971)
    - turnieju NCAA Final Four (1971 przez Associated Press)[4]

  - Galerii Sław Sportu uczelni Western Kentucky - Western Kentucky University Athletic Hall of Fame
- Drużyna Western Kentucky Hilltoppers zastrzegła należący co niego numer 44

ABA
- Uczestnik meczu gwiazd ABA (1972)

(*) – w tym roku NCAA anulowała wyniki zespołu z turnieju NCAA